# Бороновскис, Теодор
Теодор «Тед» Бороновскис (англ. Theodore «Ted» Boronovskis , 27 июля 1943, Латвия) — австралийский дзюдоист, бронзовый призёр Олимпийских игр, серебряный призёр чемпионата Океании, семикратный чемпион Австралии.

## Биография
Родился в 1943 году в Латвии. Эмигрировал в Австралию вместе с семьёй в 1948 году из лагеря для перемещённых лиц в Германии. Окончил в Австралии технический колледж, поступил на службу в полицию.
В 1962 году впервые стал чемпионом Австралии по дзюдо.
Выступал на Летних Олимпийских играх 1964 года в Токио. Боролся в открытой весовой категории. В его категории боролись 9 спортсменов. Соревнования велись по круговой системе в трёх группах. Три победителя группы выходили в полуфинал; четвёртый определялся в круговом турнире из борцов, занявших второе место в группах.
Бороновскис победил своих соперников в группе и вышел в полуфинал. В полуфинале за 12 секунд проиграл Антону Гесинку подсечкой под опорную ногу, и остался с бронзовой медалью, единственной для Австралии олимпийской награде в дзюдо вплоть до 2000 года.
В 1965 году стал вице-чемпионом Океании; выступал на чемпионате мира, но безуспешно.
По профессии был полицейским

## Достижения
| Год  | Соревнование        | Категория          | Место |
| ---- | ------------------- | ------------------ | ----- |
| 1962 | Чемпионат Австралии | открытая категория |       |
| 1963 | Чемпионат Австралии | открытая категория |       |
| 1963 | Чемпионат Австралии | свыше 80           |       |
| 1964 | Чемпионат Австралии | свыше 80           |       |
| 1964 | Олимпийские игры    | открытая категория |       |
| 1965 | Чемпионат Австралии | свыше 80           |       |
| 1965 | Чемпионат Океании   | свыше 93           |       |
| 1966 | Чемпионат Австралии | свыше 93           |       |
| 1966 | Чемпионат Австралии | открытая категория |       |